# Luka Ilić
Luka Ilić (Servisch: Лука Илић) (Niš, 2 juli 1999) is een Servisch voetballer die doorgaans speelt als middenvelder. In juli 2025 verruilde hij Rode Ster Belgrado voor Real Oviedo. Ilić maakte in 2023 zijn debuut in het Servisch voetbalelftal. Zijn broer Ivan Ilić is ook voetballer.

## Clubcarrière
Ilić speelde in de jeugd van Filip Filipović en Real Niš voordat hij in 2014 in de jeugdopleiding van Rode Ster Belgrado terechtkwam. In februari 2016 tekende de middenvelder zijn eerste professionele contract voor die club. Zijn debuut in het eerste elftal maakte hij op 6 juli 2017, tijdens een wedstrijd in de voorronde van de Europa League tegen Floriana. De wedstrijd eindigde in 3–3 en Ilić mocht in de blessuretijd invallen voor Slavoljub Srnić.
Enkele dagen later trok Manchester City hem en zijn broer Ivan aan voor circa vijfenhalf miljoen euro. Beide spelers werden voor het seizoen 2017/18 verhuurd aan Rode Ster. Op 14 oktober 2017 maakte Ilić zijn eerste professionele doelpunt. Na Richmond Boakye, Radoš Protić (eigen doelpunt) en Aleksandar Pešić tekende de middenvelder voor de vierde treffer tegen Mačva Šabac (4–0).
In de zomer van 2018 verhuurde Manchester City de Serviër voor één seizoen aan NAC Breda. NAC degradeerde in het seizoen 2018/19 naar de Eerste divisie. Na dit seizoen werd de verhuurperiode verlengd; Ilić werd nog een jaar in Breda gestald, ditmaal samen met zijn broer Ivan. Na afloop van het seizoen 2019/20 verhuurde Manchester City de Serviër voor een seizoen aan FC Twente. Bij zijn debuut voor Twente kwam de Serviër direct tot scoren. Door doelpunten van Queensy Menig, Danilo, Wout Brama en Václav Černý en een tegentreffer van Eliano Reijnders leidde Twente met 4–1 tegen PEC Zwolle, toen Ilić van coach Ron Jans mocht invallen voor Jesse Bosch. Zes minuten voor tijd besliste hij op aangeven van Tyronne Ebuehi de eindstand op 5–1. Na de initiële verhuurperiode werd hij nog een seizoen langer bij FC Twente gestald.
In de winterstop een half jaar later keerde Ilić terug naar Manchester City. Hierop werd hij definitief van de hand gedaan door Manchester City, Troyes werd zijn nieuwe club met een contract voor tweeënhalf jaar. Na een half seizoen zonder officiële optredens werd Ilić verhuurd aan Bačka Topola. Gedurende het seizoen 2023/24 kwam Ilić tot zijn eerste speelminuten voor Troyes. Na deze jaargang verkaste hij transfervrij naar zijn oude club Rode Ster Belgrado. Een jaar later nam Real Oviedo hem over voor circa twee miljoen euro en hij tekende voor drie jaar in Spanje.

## Clubstatistieken
| Seizoen | Club                 | Competitie       | Competitie | Competitie | Beker | Beker | Internationaal | Internationaal | Totaal | Totaal |
| Seizoen | Club                 | Competitie       | Wed.       | Dlp.       | Wed.  | Dlp.  | Wed.           | Dlp.           | Wed.   | Dlp.   |
| ------- | -------------------- | ---------------- | ---------- | ---------- | ----- | ----- | -------------- | -------------- | ------ | ------ |
| 2017/18 | Manchester City      | Premier League   | —          | —          | —     | —     | —              | —              | 0      | 0      |
| 2017/18 | → Rode Ster Belgrado | Superliga        | 14         | 2          | 2     | 0     | 1              | 0              | 17     | 2      |
| 2018/19 | → NAC Breda          | Eredivisie       | 16         | 2          | 1     | 0     | —              | —              | 17     | 2      |
| 2019/20 | → NAC Breda          | Eerste divisie   | 25         | 5          | 3     | 0     | —              | —              | 28     | 5      |
| 2020/21 | → FC Twente          | Eredivisie       | 24         | 2          | 0     | 0     | —              | —              | 24     | 2      |
| 2021/22 | → FC Twente          | Eredivisie       | 5          | 0          | 0     | 0     | —              | —              | 5      | 0      |
| 2021/22 | Troyes               | Ligue 1          | 0          | 0          | 0     | 0     | —              | —              | 0      | 0      |
| 2022/23 | → Bačka Topola       | Superliga        | 25         | 6          | 4     | 2     | —              | —              | 29     | 8      |
| 2023/24 | Troyes               | Ligue 2          | 19         | 5          | 1     | 0     | —              | —              | 20     | 5      |
| 2024/25 | Rode Ster Belgrado   | Superliga        | 34         | 12         | 4     | 2     | 7              | 0              | 45     | 14     |
| 2025/26 | Real Oviedo          | Primera División | 0          | 0          | 0     | 0     | —              | —              | 0      | 0      |
| Totaal  | Totaal               | Totaal           | 162        | 34         | 15    | 4     | 8              | 0              | 185    | 38     |

Bijgewerkt op 22 juli 2025.

## Interlandcarrière
Ilić maakte zijn debuut in het Servisch voetbalelftal op 25 januari 2023, toen in een vriendschappelijke wedstrijd met 1–2 gewonnen werd van de Verenigde Staten. Dat land kwam door Brandon Vazquez op voorsprong. Net voor rust zorgde Ilić, die van bondscoach Dragan Stojković in de basisopstelling mocht beginnen, voor de gelijkmaker. Veljko Simić maakte in de tweede helft de winnende voor Servië.
| Interlands van Luka Ilić voor Servië | Interlands van Luka Ilić voor Servië | Interlands van Luka Ilić voor Servië | Interlands van Luka Ilić voor Servië | Interlands van Luka Ilić voor Servië | Interlands van Luka Ilić voor Servië |
| №                                    | Datum                                | Wedstrijd                            | Uitslag                              | Competitie                           | Goals                                |
| Als speler bij Bačka Topola          | Als speler bij Bačka Topola          | Als speler bij Bačka Topola          | Als speler bij Bačka Topola          | Als speler bij Bačka Topola          | Als speler bij Bačka Topola          |
| ------------------------------------ | ------------------------------------ | ------------------------------------ | ------------------------------------ | ------------------------------------ | ------------------------------------ |
| 1                                    | 25 januari 2023                      | Verenigde Staten – Servië            | 1 – 2                                | Vriendschappelijk                    | 43'                                  |

Bijgewerkt op 22 juli 2025.

## Erelijst
| Superliga | 1 | 2017/18 |